# Mesosemia ulrica
Mesosemia ulrica is een vlindersoort uit de familie van de prachtvlinders (Riodinidae), onderfamilie Riodininae.
Mesosemia ulrica werd in 1777 beschreven door Cramer.